# Landkreis Potsdam-Mittelmark
Potsdam-Mittelmark er en landkreis i den vestlige del af den tyske delstat Brandenburg. Administrationscenteret er i  byen Belzig. Det er den arealmæssigt tredjestørste landkreis i Tyskland. Nabokreise er mod nord Landkreis Havelland, mod øst den kreisfrie by Potsdam (der ligger i den nordøstlige del af området, men som trods navnet ikke hører med i landkreisen), byen Berlin og Landkreis Teltow-Fläming; mod syd og vest grænser området til Sachsen-Anhalt og Landkreisene Wittenberg og Anhalt-Bitterfeld i syd, og mod vest Landkreis Jerichower Land. Den kreisfrie by Brandenburg an der Havel ligger helt indesluttet i den nordvestlige del af området.

## Geografi
Højeste punkt er det 200 m høje Hagelberg vest for Belzig, det laveste er bredden af Havel ved byen Havelsee, i bydelen Pritzerbe med 28 moh. 
Vigtigste vandløb er  Havel, Dosse, Nieplitz, Nuthe, Plane, Buckau og Emster. De betydeligste søer er Großer Zernsee, Kleiner Zernsee, Großer Seddiner See, Schwielowsee og Templiner See. Tre naturparker ligger helt eller delvis i Landkreis Potsdam-Mittelmark: Naturpark Hoher Fläming, Naturpark Nuthe-Nieplitz og Naturpark Westhavelland.

## Byer og kommuner
Efter kommunalreformen 2003 består kreisen af  38 kommuner, herunder 9 byer. 
Kreisen havde 214664  indbyggere pr.  2018-12-31

| Navn               | Status  | Amtstilhør     | Indb. |
| ------------------ | ------- | -------------- | ----- |
| Bad Belzig         | By      | amtsfri        | 11144 |
| Beelitz            | By      | amtsfri        | 12448 |
| Beetzsee           | kommune | Amt Beetzsee   | 2666  |
| Beetzseeheide      | kommune | Amt Beetzsee   | 689   |
| Bensdorf           | kommune | Amt Wusterwitz | 1233  |
| Borkheide          | kommune | Amt Brück      | 2044  |
| Borkwalde          | kommune | Amt Brück      | 1534  |
| Brück              | By      | Amt Brück      | 4113  |
| Buckautal          | kommune | Amt Ziesar     | 488   |
| Golzow             | kommune | Amt Brück      | 1334  |
| Görzke             | kommune | Amt Ziesar     | 1244  |
| Gräben             | kommune | Amt Ziesar     | 506   |
| Groß Kreutz        | kommune | amtsfri        | 8558  |
| Havelsee           | By      | Amt Beetzsee   | 3242  |
| Kleinmachnow       | kommune | amtsfri        | 20564 |
| Kloster Lehnin     | kommune | amtsfri        | 10871 |
| Linthe             | kommune | Amt Brück      | 905   |
| Michendorf         | kommune | amtsfri        | 12726 |
| Mühlenfließ        | kommune | Amt Niemegk    | 900   |
| Niemegk            | By      | Amt Niemegk    | 2037  |
| Nuthetal           | kommune | amtsfri        | 9061  |
| Päwesin            | kommune | Amt Beetzsee   | 489   |
| Planebruch         | kommune | Amt Brück      | 1025  |
| Planetal           | kommune | Amt Niemegk    | 925   |
| Rabenstein/Fläming | kommune | Amt Niemegk    | 816   |
| Rosenau            | kommune | Amt Wusterwitz | 895   |
| Roskow             | kommune | Amt Beetzsee   | 1175  |
| Schwielowsee       | kommune | amtsfri        | 10650 |
| Seddiner See       | kommune | amtsfri        | 4590  |
| Stahnsdorf         | kommune | amtsfri        | 15243 |
| Teltow             | By      | amtsfri        | 25825 |
| Treuenbrietzen     | By      | amtsfri        | 7405  |
| Wenzlow            | kommune | Amt Ziesar     | 530   |
| Werder (Havel)     | By      | amtsfri        | 26184 |
| Wiesenburg/Mark    | kommune | amtsfri        | 4295  |
| Wollin             | kommune | Amt Ziesar     | 826   |
| Wusterwitz         | kommune | Amt Wusterwitz | 3041  |
| Ziesar             | By      | Amt Ziesar     | 2443  |

| Nave       | Indb. |
| ---------- | ----- |
| Beetzsee   | 8261  |
| Brück      | 10955 |
| Niemegk    | 4678  |
| Wusterwitz | 5169  |
| Ziesar     | 6037  |